# Jamie Noon
Jamie Darren Noon (Goole, 9 maggio 1979) è un rugbista a 15 britannico, nazionale inglese, che milita nel ruolo di tre quarti centro nel Brive.

## Biografia
Noon iniziò alle superiori la pratica rugbystica, dapprima come mediano d'apertura, poi di mischia e infine estremo. Firmò nel 1998 un contratto da professionista con il Newcastle su segnalazione di un insegnante della sua scuola, che avvertì il club delle qualità del giovane e del fatto che fosse ancora libero. Aggregato alle giovanili, fu mandato dai Falcons all'Università del Northumberland per studiare Scienze dello sport. Il debutto in Premiership avvenne nel 1999 e la prima meta fu segnata nel 2000, contro i London Wasps.
Nel 1999 Noon fu chiamato anche dall'Inghilterra U-21, con cui disputò il torneo di categoria contro le nazionali giovanili del Tri Nations; un anno più tardi fu chiamato anche per la rappresentativa Inghilterra VII; infine, nel 2001, arrivò anche il debutto nell'Inghilterra maggiore, nel corso di un tour nordamericano contro Canada e Stati Uniti: nella seconda partita delle due previste contro il Canada Noon realizzò la sua prima meta ufficiale internazionale; ciononostante passarono altri 2 anni prima di rivestire la maglia della Nazionale.
Il ritorno avvenne in preparazione alla Coppa del Mondo 2003: Noon prese parte ai test match di avvicinamento al torneo, ma non fu convocato tra i 30 selezionati ufficiali che si laurearono, alla fine, campioni del mondo.
Nel corso del Sei Nazioni 2005 Noon diede una delle sue migliori prestazioni in maglia bianca, realizzando a Twickenham tre mete contro la Scozia in un incontro terminato 43-22 per gli inglesi.
Infine, ha fatto parte della selezione inglese alla 2007 e più recentemente ai Sei Nazioni dal 2008 in avanti; a maggio 2009 Noon, dopo 10 stagioni in Premiership, ha firmato un contratto con il club francese del Brive, in Top 14.

## Palmarès
- Coppe Anglo-Gallesi: 2
Newcastle: 2000-01, 2003-04